# Distrito de Colcabamba (Tayacaja)
El Distrito peruano de Colcabamba es uno de los 21 distritos que conforman la Provincia de Tayacaja, ubicada en el Departamento de Huancavelica, perteneciente a la Región Huancavelica, Perú. Cuenta con una población de 21.593 personas según el censo 2005.

## Geografía
El distrito de Colcabamba limita por el este con los distritos de Ayahuanco y Qhuinchihuasi, por el
oeste con los distritos de Daniel Hernández y Pampas, por el norte con Surcobamba y Tinyaypuncu y por el sur con el distrito de Anco. La altitud promedio de la capital es de 2,972 m s. n. m. El punto más alto de este distrito se localiza en el pico Inkapinku (Ccollccemayllana) a 4,990 m s. n. m. La superficie territorial de Colcabamba alcanza los 598.100m², que representa el 20.3 % del total de superficie de la provincia de Tayacaja.

## Autoridades

### Municipales
- 2019 - 2022[3]
  - Alcalde: Víctor Pariona Barrios, del Movimiento Regional Ayni.
  - Regidores:

  1. Rubén De la Cruz Mendoza (Movimiento Regional Ayni)
  2. Alberto Machuca Espinoza (Movimiento Regional Ayni)
  3. Eusebio Lizarbe Torres (Movimiento Regional Ayni)
  4. Mercedes Felicita Carbajal Curo (Movimiento Regional Ayni)
  5. Isaac Antonio Montero Alcantara (Movimiento Independiente Trabajando para Todos)